# ホームセンターアグロ
株式会社ホームセンターアグロは、兵庫県揖保郡太子町に本部を置く企業である。兵庫県でホームセンター・アグロガーデンや温浴施設の運営事業などを展開している。

## 沿革
- 1963年（昭和38年） - 兵庫県宍粟郡山崎町今宿（現・宍粟市）において個人商店としてタイヤ販売業開始
- 1975年（昭和50年） - 株式会社安黒商店（資本金4,000万円）法人成り
- 1977年（昭和52年） - 株式会社安黒商店社屋完成と共に一階にてカー用品部門を開設
- 1981年（昭和56年） - ホームセンター部門を分離独立させ、株式会社ホームセンターアグロ（資本金4,000万円）法人成り
- 1991年（平成3年）11月 - 資本金8,000万円に増資
- 1995年（平成7年）4月 - 資本金9,600万円に増資
- 1999年（平成11年）3月 - 資本金14,400万円に増資
- 2001年（平成13年）1月 - エスパに園芸店やハードオフ関連FC第一号店の神戸星陵台店出店
- 2002年（平成14年）3月 - 資本金24,400万円に増資
- 2003年（平成15年）7月 - 商品管理センター設立
- 2004年（平成16年）
  - 2月 - 資本金2億9900万円へ増資
- 2005年（平成17年）
  - 2月 - 資本金3億7400万円へ増資
  - 3月 - 源泉湯元「あぐろの湯」出店

## グループ企業
- 株式会社アグロガーデン
- 源泉湯元「あぐろの湯」
- 株式会社安黒商店
- 株式会社アグロワークス
- 株式会社アグロモバイルネットワーク
- アグロエコリユースファクトリー
  - ハードオフコーポレーションのFC。4店舗展開。
  - ハードオフ関連運営店舗

関連企業
- ヨコタコーポレーション
  - ハードオフ神戸星陵台店は共同運営。